# Lê Thị Thu Thủy

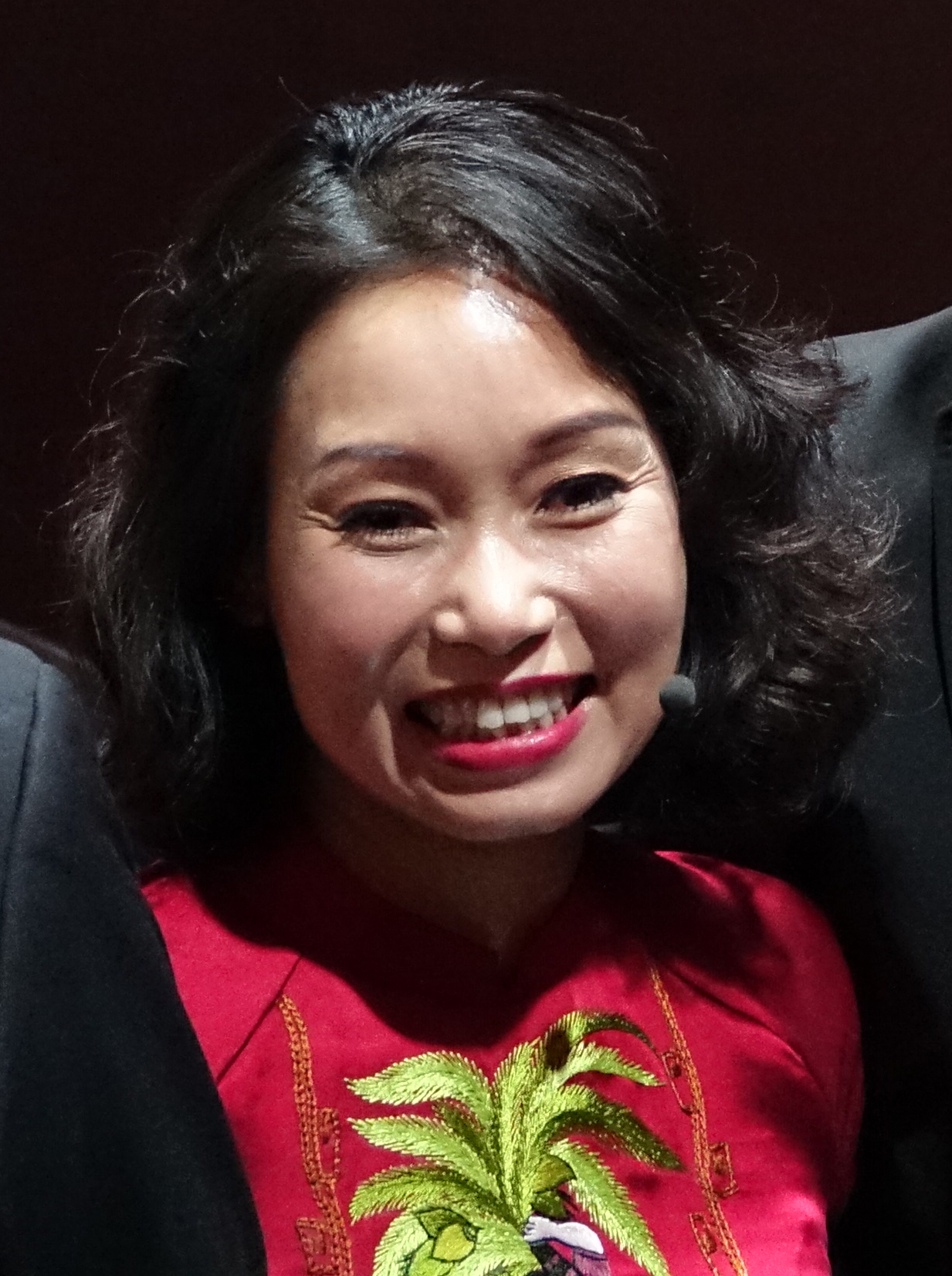
Lê Thị Thu Thủy, 2018

Lê Thị Thu Thủy (* 1974 in Bình Định), auch bekannt als Madame Thuy, ist Geschäftsführerin des vietnamesischen Automobilherstellers VinFast and stellvertretende Vorsitzende von dessen Muttergesellschaft, dem Vingroup-Unternehmensverbund, dem größten privaten Unternehmen Vietnams.

## Leben und Karriere
Sie wurde 1974 in der Bình Định-Provinz von Vietnam geboren. Sie studierte Wirtschaftswissenschaften an der Hanoi Foreign Trade University, der International University of Japan und der Harvard Kennedy School. Sie hat Abschlüsse als Finanzanalystin (Chartered Financial Analyst (CFA)) und als Master of Business Administration (MBA).
Von 1996 bis 1998 arbeitete sie im Rahmen des Kreditprogramms der EU in Vietnam mit. Sie war von 2000 bis zu deren Untergang im Jahre 2008 für die Investmentbank Lehman Brothers in Japan, Thailand und Singapur tätig. Danach stieg sie als CFO (Chief Financial Officer) beim Mischkonzern Vingroup ein. 2011 wurde sie stellvertretende Vorsitzende, 2012 CEO der Vingroup. 2014 wurde sie „Chairperson cum CEO“ von VinE-com (auch bekannt als Adayroi), der e-commerce-Plattform der Vingroup. Im Jahr 2017 wurde sie mit der Fortsetzung des Aufbaus der ersten Automobilfabrik Vietnams in Hải Phòng beauftragt. Sie war in dieser Aufgabe Nachfolgerin des Ex-Opel-Chefs Michael Lohscheller und des ersten VinFast-Chefs James de Luca. Ziel ist die Etablierung der neuen Automobilmarke VinFast. Nach nur 21 Monaten wurden die ersten Automobile und E-Scooter ausgeliefert. Zunächst stellte VinFast mit Lizenzen von BMW Fahrzeuge mit Verbrennungsmotor für den heimischen Markt her. Unter der Führung von Madame Thuy stellt VinFast dann aber komplett auf elektrische Antriebe um und strebt den weltweiten Verkauf seiner Produkte an. Um dies voranzutreiben wurde Madame Thuy im Februar 2021 zurück ins Hauptquartier der Vingroup geholt, wo sie die Sparten International Relations, Corporate Finance und Investments übernahm. Dabei ist nicht nur die Globalisierung von VinFast das Ziel, sondern die internationale Expansion der gesamten Vingroup.
VinFast ist seit 2022 auch in Deutschland vertreten und erwägt die Errichtung eines Werkes hier.